# وليام توماس توت
ويليام توماس توت الحاصل على وسام كندا والعضو في الجمعية الملكية البريطانية والجمعية الملكية الكندية (14 مايو عام 1917 - 2 مايو عام 2002) هو خبير في فك الشفرات ورياضي بريطاني وكندي. أحرز إبان الحرب العالمية الثانية تقدمًا باهرًا وأساسيًا في تحليله لتشفير لورنز وهو أحد أهم منظومات التشفير الألمانية النازية التي استُعملت بغرض إجراء اتصالات عالية السرية ضمن القيادة العليا للفيرماخت. لعبت المعلومات الاستخباراتية ذات الطبيعة الاستراتيجية التي حصل عليها الحلفاء من التقدمات الهامة التي توصل إليها توت دورًا كبيرًا وربما حاسمًا في هزيمة ألمانيا النازية. كما حقق عددًا كبيرًا من الإنجازات الرياضية ومن جملتها عمله التأسيسي في مجالي نظرية البيان ونظرية الماترويد.
كان لأبحاث توت في مجال نظرية البيان أهميةً بالغة. باشر توت دراسة الماترويدات وعمل على جعلها في إطار نظريةٍ خاصة بها من خلال التوسع الذي استقاه من أعمال هاسلر ويتني الذي طور هذا الموضوع في منتصف ثلاثينيات القرن العشرين تقريبًا، وجاء ذلك في الوقت الذي كانت ما تزال فيه نظرية البيان موضوعًا بدائيًا. لم تكن معظم الاصطلاحات التي لجأ توت إلى استعمالها في مجال نظرية البيان متوافقةً مع الاستعمال المتعارف عليه ولذلك أحجم المتخصصون في نظرية البيان عن استعمالها بالرغم من البصمة التي تركتها إسهاماته في نظرية البيان الحديثة واستعمال العديد من مبرهناته لمواصلة إحراز تقدمات في هذا المجال. مضى توت قدمًا بنظرية البيان التي لم تكن في بادئ الأمر سوى محط اهتمام النص الذي وضعه د. كونيغ حتى بلغت موضعها النشط في الوقت الحاضر.

## النشأة والتعليم
ولد توت في بلدة نيوماركت الواقعة بمقاطعة سوفولك. كان أصغر أبناء ويليام جون توت (1873-1944) الذي اشتغل بستانيًا في أحد العقارات وآني (اسم عائلتها نيويل وولدت عام 1881 وتوفيت عام 1956) التي كانت ربة منزل. عمل والديه في إسطبلات دار فيتزروي التي ولد فيها ويليام. قضت العائلة قسطًا من وقتها في مقاطعات باكينغهامشير ودرم ويوركشاير قبل عودتها إلى نيوماركت حيث التحق توت بمدرسة تشيفلي الابتدائية التابعة لكنيسة إنجلترا الكائنة في قرية تشيفلي القريبة. نال توت منحة للدراسة في مدرسة كامبريدج الثانوية للبنين حين كان في العاشرة من عمره في عام 1927 والتحق بالمدرسة في عام 1928.
ظفر توت بمنحة لدراسة العلوم الطبيعية في كلية الثالوث التابعة لجامعة كامبريدج في عام 1935. تخصص توت في مجال الكيمياء وتخرج بمرتبة الشرف من الدرجة الأولى في عام 1938. واصل توت دراسته للكيمياء الفيزيائية بعدما أصبح طالب دراسات عليا ولكنه غيّر اختصاصه ليدرس الرياضيات في نهاية عام 1940. غدا توت حين كان طالبًا (مع أصدقائه) من بين أوائل ممن تمكنوا من إيجاد حل لمسألة تربيع المربع وأول من توصلوا لحل المسألة دون تربيع أقسام المستطيلات المؤلفة لمستطيل. اختلق الأصدقاء الأربعة لقب بلانش ديكارت الذي استعمله توت حتى ينشر تحت هذا الاسم أعماله لسنوات عديدة.

## الحرب العالمية الثانية

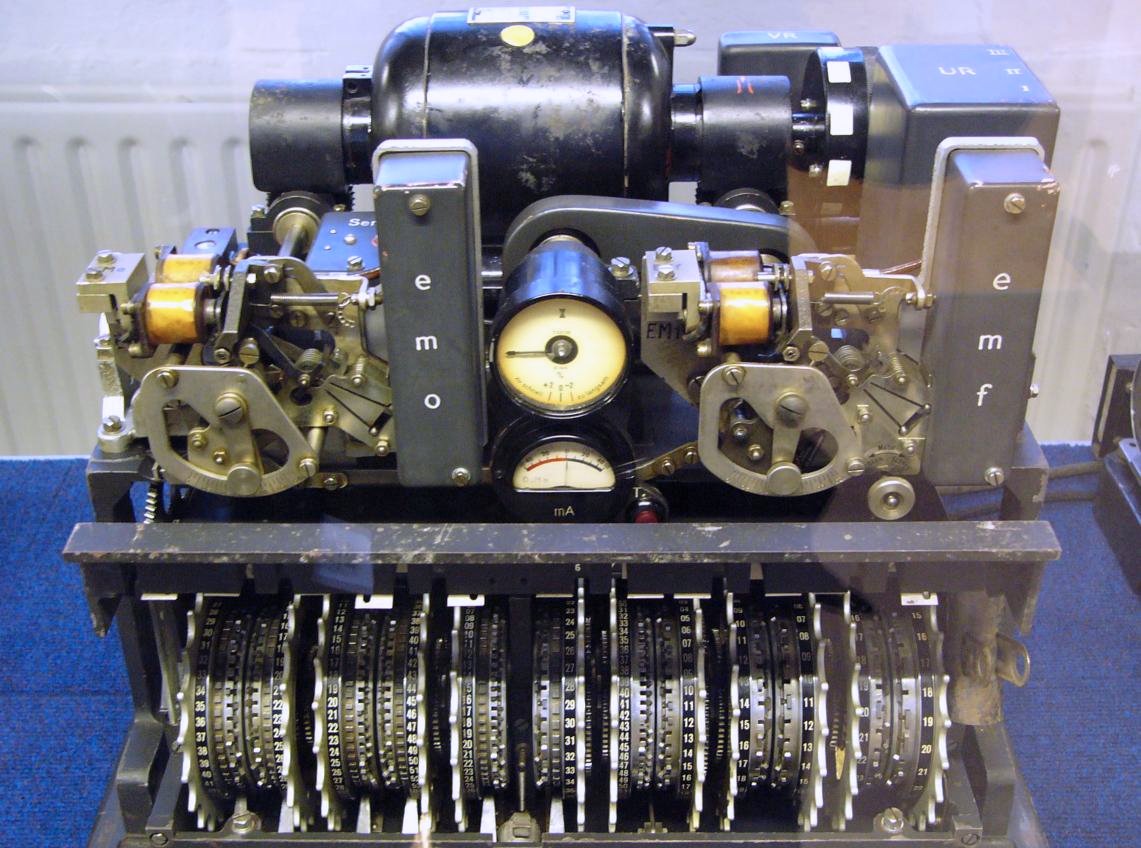
آلة تشفير لورينز

اقترح باتريك داف على توت مزاولة العمل الحربي في مدرسة الترميز والشيفرات الحكومية في مركز حديقة بلتشلي (بي بّي) في أعقاب اندلاع الحرب العالمية الثانية. أجريت مع توت مقابلة وأرسل بعدها إلى لندن لحضور دورة تأهيلية قبل ذهابه إلى مركز حديقة بلتشلي ليلتحق بالقسم البحثي فيها. عمل توت في بادئ الأمر على شيفرة هاغلين التي كانت تستعملها البحرية الإيطالية. كانت هاغلين عبارة عن آلة تشفير دوارة متاحة تجاريًا لذلك كانت آليات تشفيرها معروفة في حين لم يتطلب فك تشفير رسائلها سوى حل الكيفية التي ولّفت فيها الآلة.
نُقل توت للعمل على مشروع يحمل اسم «السمكة» خلال صيف عام 1941. كشفت معلومات استخباراتية بأن الألمان أطلقوا على منظومات الإرسال اللاسلكية الكاتبة عن بعد اسم «القرش المنشار». قاد ذلك البريطانيين إلى استعمال رمز «السمكة» للإشارة إلى منظومة التشفير الألمانية الكاتبة عن بعد. استُعمل لقب «توني» (سمكة التونة) للإشارة إلى الارتباط الأول غير المعتمد على شيفرة مورس واستعمل اللقب في ما بعد في آلات لورينز سي زيد والإشارات التي شفرتها.
كان الإرسال البرقي يستخدم الأبجدية التلغرافية الدولية بقدرة 5 بت. لم يكن معروفًا عن الآلية التي استعملها التشفير سوى أنه كان يسبق رسائلها ورود مؤشرات تضمنت خمسة عشر حرفًا وهو ما دلل على أنها كانت آلة تشفير دوارة ذات 12 عجلة. لذلك كانت الخطوة الأولى تشخيص الآلة من خلال استنتاج هيكليتها المنطقية وبالتالي فهم وظائفها. لعب توت دورًا حاسمًا في التقدم المحرز على هذا الصعيد إذ لم تقع آلة تشفير توني لورينز في أيدي العاملين في مركز حديقة بلتشلي إلا قبل فترة وجيزة من انتصار الحلفاء على المسرح الأوروبي في عام 1945. أفضت التطورات التي حققها توت في نهاية المطاف إلى فك تشفير الرسائل المشفرة الصادرة عن آلات توني التي تبادلتها القيادة العليا الألمانية (أو كي دبليو) في برلين مع القيادات العسكرية لجيوشهم عبر أراضي أوروبا المحتلة وأسهمت في هزيمة ألمانيا وربما لعبت دورًا حاسمًا في ذلك.

## الدكتوراه ومسيرته المهنية
استأنف توت دراساته في جامعة كامبريدج بصفته طالب دراسات عليا في مجال الرياضيات في أواخر عام 1945. ونشر بعضًا من أعماله السابقة التي انتهى منها في وقتٍ سابق وكانت إحداها ورقته البحثية الشهيرة التي وصف فيها الحالات التي تتطابق فيها الرسوم البيانية تطابقًا كاملًا فضلًا عن ورقةٍ أخرى يستعرض فيها مفهوم الرسوم البيانية غير الهاملتونية.
استكمل توت تحضيراته لنيل درجة الدكتوراه في الرياضيات من جامعة كامبريدج تحت إشراف شون ويلي (الذي عمل أيضًا في مركز حديقة بلتشلي) في عام 1948. اعتُبرت أطروحته التي حملت عنوان النظرية الجبرية في الرسوم البيانية رائدةً من نوعها وتناولت ما سوف يعرف لاحقًا باسم نظرية الماترويد.
قبِل توت منصبًا شاغرًا في جامعة تورنتو خلال نفس العام بعد تلقيه دعوة من مركز هارولد سكوت ماكدونالد. انتقل إلى جامعة واترلو الواقعة بمدينة واترلو بمقاطعة أونتاريو الكندية في عام 1962 والتي مكث فيها لبقية حياته الأكاديمية. تقاعد رسميًا في عام 1985 ولكنه ظل نشطًا بصفته أستاذًا فخريًا. لعب توت دورًا أساسيًا في المساعدة على استحداث قسم التوافقيات والاستمثال في جامعة واترلو.
انصب تركيز توت خلال مسيرته الرياضية على مجال التوافقيات ولا سيما نظرية البيان التي يعود الفضل إليه في المساعدة على وضعها بصورتها الحديثة بالإضافة إلى اشتغاله على نظرية الماترويد التي أضاف عليها عددًا من الإسهامات الجوهرية. وصفه أحد زملائه بكونه «عالم الرياضيات الرائد في مجال التوافقيات على مدى عقودٍ عدة». عمل توت رئيسًا لتحرير دورية النظرية التوافقية حتى تقاعده من جامعة واترلو في عام 1985. كذلك كان عضوًا في هيئات تحريرية أخرى لعدد من الدوريات البحثية الرياضية.

## الحياة الشخصية والوفاة
استلطف بيل وزوجته دوروثيا الطبيعية الأكثر ريفية الذي تميزت بها مقاطعة واترلو بالإضافة إلى المزايا المهنية التي أتاحها له عمله في جامعة واترلو حديثة العهد. اقتنى الاثنان منزلًا في قرية ويست مونتروز القريبة الواقعة بمقاطعة أونتاريو واستمتعا هناك بممارسة المسير لمسافات طويلة وقضاء وقتهم في حديقة منزلهم الواقعة على نهر الغراند وسمحوا للآخرين بالاستمتاع بالمناظر الجميلة التي ميزتها. كما كانوا على إلمامٍ واسع بجميع أنواع الطيور المنتشرة في حديقتهم. كانت دوروثيا مولعة بصناعة الخزف وحرصت على ممارسة رياضة المشي إذ اعتاد بيل تنظيم رحلات للمسير الطويل. كان بيل مولعًا بالمشي حتى قبل أن توافيه المنية. عاد توت إلى نيوماركت (سوفولك) بعد وفاة زوجته في عام 1994 ولكنه عاد بعدها إلى واترلو في عام 2000 ليفارق الحياة بعد سنتين من ذلك. دفن جثمانه في مقبرة ويست مونتروز المتحدة.